# Pura Velarde
Pura Velarde (Don Benito, Extremadura, 1947) és una operària, activista i feminista catalana d'origen extremeny.

## Biografia
És coneguda per la seva implicació i lideratge clau en el teixit associatiu i veïnal de Cornellà de Llobregat i del Baix Llobregat des de la dècada de 1970. Presideix la Federació d'Associació de Veïns de Cornellà de Llobregat (FAVCO), és vicepresidenta de la Federació d'Associació de Veïns del Baix Llobregat (FAVBaix) i també fa de portaveu de la Plataforma en Defensa de la Sanitat del Baix Llobregat i de la Taula pel Referèndum del Baix Llobregat (TxRBLl; per assolir consensos per a la celebració del referèndum sobre la independència de Catalunya).
L'any 2003 va rebre el premi d'Acció Cívica Ciutat de Cornellà i el 2018 fou pregonera del Corpus de Cornellà de Llobregat.